# Lagos Dellen
Os Lagos Dellen (em sueco: Dellensjöarna) são dois lagos da Suécia, localizado na comuna de Hudiksvall, na província histórica de Hälsingland. O Dellen do Norte (Norra Dellen) tem uma área de 80 quilômetros quadrados, e o Dellen do Sul (Södra Dellen) tem 50 quilômetros quadrados.

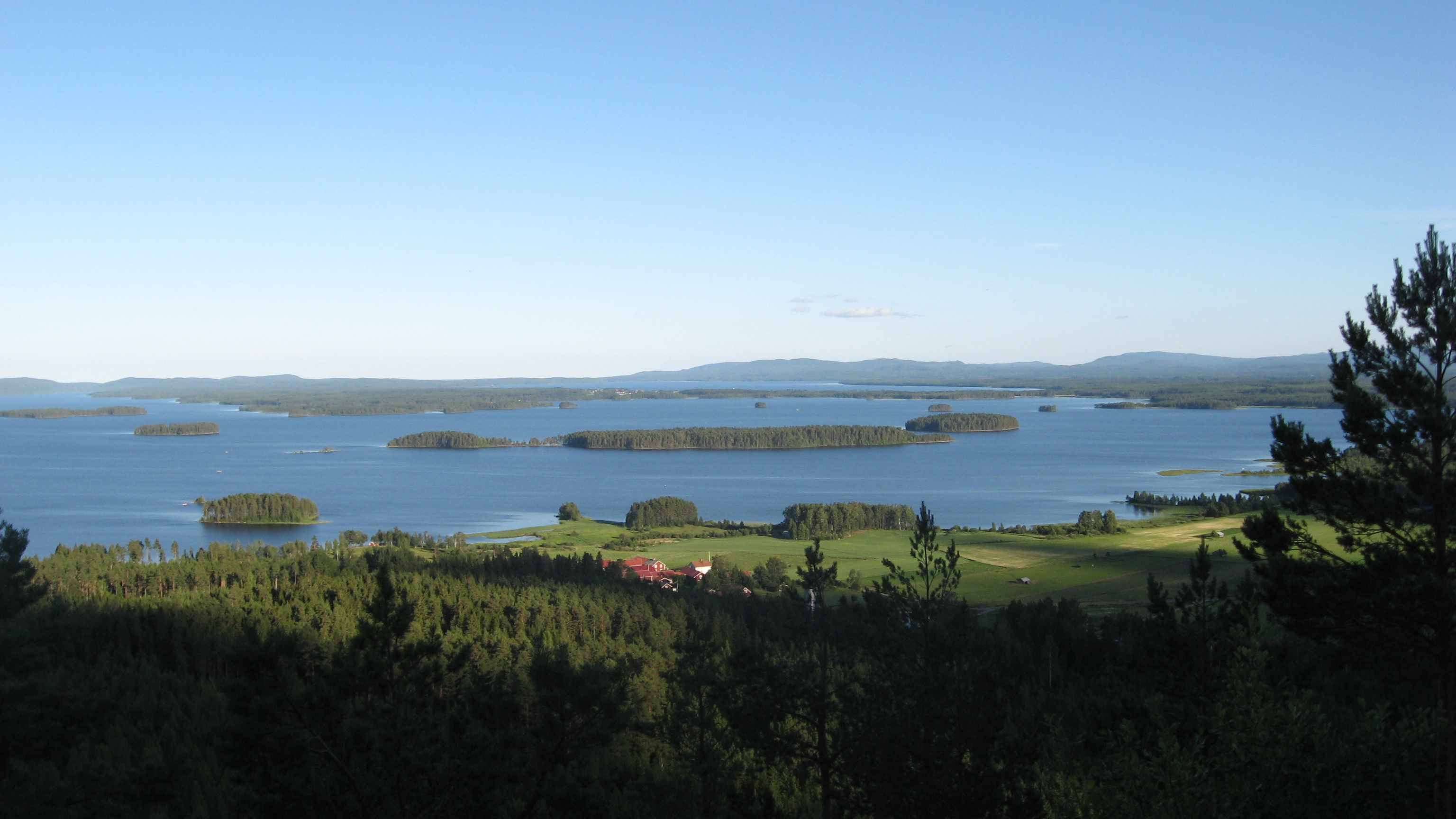
Vista do Lago Dellen